# Wskaźniki rynku kapitałowego
Wskaźniki rynku kapitałowego – wskaźniki finansowe, które mają na celu pokazanie relacji między wartościami ze sprawozdań finansowych (np. zysk, przychody ze sprzedaży) a wartościami uzyskiwanymi na rynku kapitałowym (np. cena akcji). Wskaźniki te są więc oparte na danych pochodzących nie tylko ze sprawozdań finansowych, jak ma to miejsce w pozostałych rodzajach wskaźników finansowych, ale również z rynku kapitałowego. Ułatwiają one ocenę inwestorom podejmowanie decyzji inwestycyjnych.
Do wskaźników rynku kapitałowego zalicza się m.in.:
1. wskaźnik zysku na jedną akcję (EPS, earnings per share),
2. wskaźnik ceny do zysku (P/E, price/earnings ratio),
3. wskaźnik ceny rynkowej do wartości księgowej (C/WK lub P/BV, price/book value),
4. wskaźnik dywidendy – relacja bieżącej ceny rynkowej przypadającej na jedną akcję do dywidendy (P/D, price to dividend),
5. wskaźnik stopy dywidendy – iloraz wartości dywidendy wypłaconej lub zadeklarowanej za ostatni rok i aktualnej wartości rynkowej akcji (DS, dividend per share).